# Паралельна проєкція
Паралельна проєкція (або аксонометрична проєкція) — це проєкція об'єкта в тривимірному просторі на фіксовану площину, відому як площина проєкції або площина зображення, де промені, відомі як лінії зору або проєкційні лінії, паралельні один одному. Це основний інструмент у нарисній геометрії. Проєкція називається
ортографічною, якщо промені перпендикулярні (ортогональні) площині зображення і косою або косокутною, якщо це не так.

## Огляд

Термінологія та позначення паралельної проєкції. Два синіх паралельних відрізка праворуч залишаються паралельними при проектуванні на площину зображення зліва.

Паралельна проєкція — це окремий випадок проєкції в математиці та графічної проєкції в технічному кресленні. Паралельні проєкції можна розглядати як межу центральної або перспективної проєкції, в якій промені проходять через фіксовану точку, яку називають центром або точкою зору, в міру видалення цієї точки до нескінченності. Інакше кажучи, паралельна проєкція відповідає перспективній проєкції з нескінченною фокусною відстанню (відстань між об'єктивом та точкою фокусування у фотографії) або зумом. Крім того, в паралельних проєкціях лінії, паралельні в тривимірному просторі, залишаються паралельними в двовимірному зображенні, що проєктується.
Перспективна проєкція об'єкта часто вважається більш реалістичною, ніж паралельна проєкція, оскільки вона схожа на людський зір і фотографію. Однак паралельні проєкції популярні в технічних додатках, оскільки паралельність ліній і граней об'єкта зберігається, і зображення можна проводити прямі вимірювання. Серед паралельних проєкцій ортографічні проєкції вважаються найбільш реалістичними та широко використовуються інженерами. З іншого боку, деякі види косих проєкцій (наприклад, кавалерська проєкція, військова проєкція) дуже прості у реалізації та використовуються для створення швидких та неформальних зображень об'єктів.
Термін паралельне проеціювання використовується в літературі для опису, як самої процедури (математичної функції відображення), так і результативне зображення, що отримується в результаті процедури.

## Властивості

Дві паралельні проєкції куба. В орфографічній проєкції (ліворуч) проєкційні лінії перпендикулярні до площини зображення (рожеві). У похилій проєкції (праворуч) проєкційні лінії розташовані під нахилом до площини зображення.

Кожна паралельна проєкція має такі властивості:
- Вона однозначно визначається площиною проєкції Π та напрямком {\displaystyle {\displaystyle {\vec {v}}}} (паралельних) ліній проєкції. Напрямок не повинен бути паралельним площині проєкції.
- Будь-яка точка простору має єдиний образ у площині проєкції Π, а точки Π фіксовані.
- Будь-яка пряма, не паралельна напряму {\displaystyle {\displaystyle {\vec {v}}}}, відображається на пряму; будь-яка пряма, паралельна {\displaystyle {\displaystyle {\vec {v}}}}, відображається на точку.
- Паралельні прямі наносяться на паралельні прямі або пару точок (якщо вони паралельні {\displaystyle {\displaystyle {\vec {v}}}}).
- Відношення довжини двох відрізків лінії залишається незмінним. Як окремий випадок, середні точки відображаються на середні точки.
- Довжина відрізка прямої, паралельної поверхні проєкції, залишається постійною[en]. Довжина будь-якого відрізка зменшується, якщо проєкція є ортографічною.
- Будь-яке коло, що лежить у площині, паралельній площині проєкції, відображається на коло з тим самим радіусом. Будь-яке інше коло відображається на еліпс або відрізок прямої (якщо напрямок {\displaystyle {\displaystyle {\vec {v}}}} паралельно площині кола).
- Кути загалом не зберігаються. Але прямі кути з однієї прямої, паралельної площині проєкцій залишаються незмінними.
- Будь-який прямокутник відображається на паралелограм або відрізок прямої (якщо {\displaystyle {\displaystyle {\vec {v}}}} паралельний площині прямокутника).
- Будь-яка постать у площині, паралельної площині зображення, конгруентна своєму зображенню.

## Типи

Порівняння проєкцій

Паралельна проєкція відповідає перспективній проєкції з гіпотетичною точкою зору; тобто такий, де камера знаходиться на нескінченній відстані від об'єкта і має нескінченну фокусну відстань, або «зум».

Різні проєкції та спосіб їх виготовлення

### Ортографічна проєкція
Ортографічне проєктування випливає з принципів нарисної геометрії і є різновидом паралельного проєктування, при якому промені, які використовуються для побудови проєкції, перпендикулярні до площини проєкції. Це тип проєкції, який використовується для робочих креслень. Термін «ортографічний» іноді використовується спеціально для зображення об'єктів, де головні осі, або площини об'єкта також паралельні площині проєкцій (або паперу, на якому окреслюється ортографічна або паралельна проєкція). Однак також використовується термін «основний вид». У багаторакурсних проєкціях створюється до шести зображень об'єкта, де кожна площина проєкції перпендикулярна до однієї з координатних осей. Однак, коли основні площини, або осі об'єкта не паралельні площині проєкції, а нахилені тією чи іншою мірою, щоб показати кілька сторін об'єкта, їх називають допоміжними видами або піктограмами. Іноді термін аксонометрична проєкція використовується виключно цих видів і протиставляється терміну ортографічна проєкція. Проте аксонометричне проєктування точніше було назвати синонімом паралельного проєктування, а ортографічне проєктування — різновидом аксонометричного проєктування.
До основних видів відносяться плани, висоти та розрізи, а ізометричні, диметричні та триметричні проєкції можна вважати допоміжними видами. Типовою (але необов'язковою) характеристикою багаторакурсних ортографічних проєкцій є те, що одна вісь простору зазвичай відображається як вертикальна.
Коли напрямок перегляду перпендикулярно поверхні зображуваного об'єкта, незалежно від орієнтації об'єкта, це називається нормальною проєкцією. Отже, у разі куба, орієнтованого у системі координат простору, первинні види куба вважатимуться нормальними проєкціями.

### Косокутна проєкція

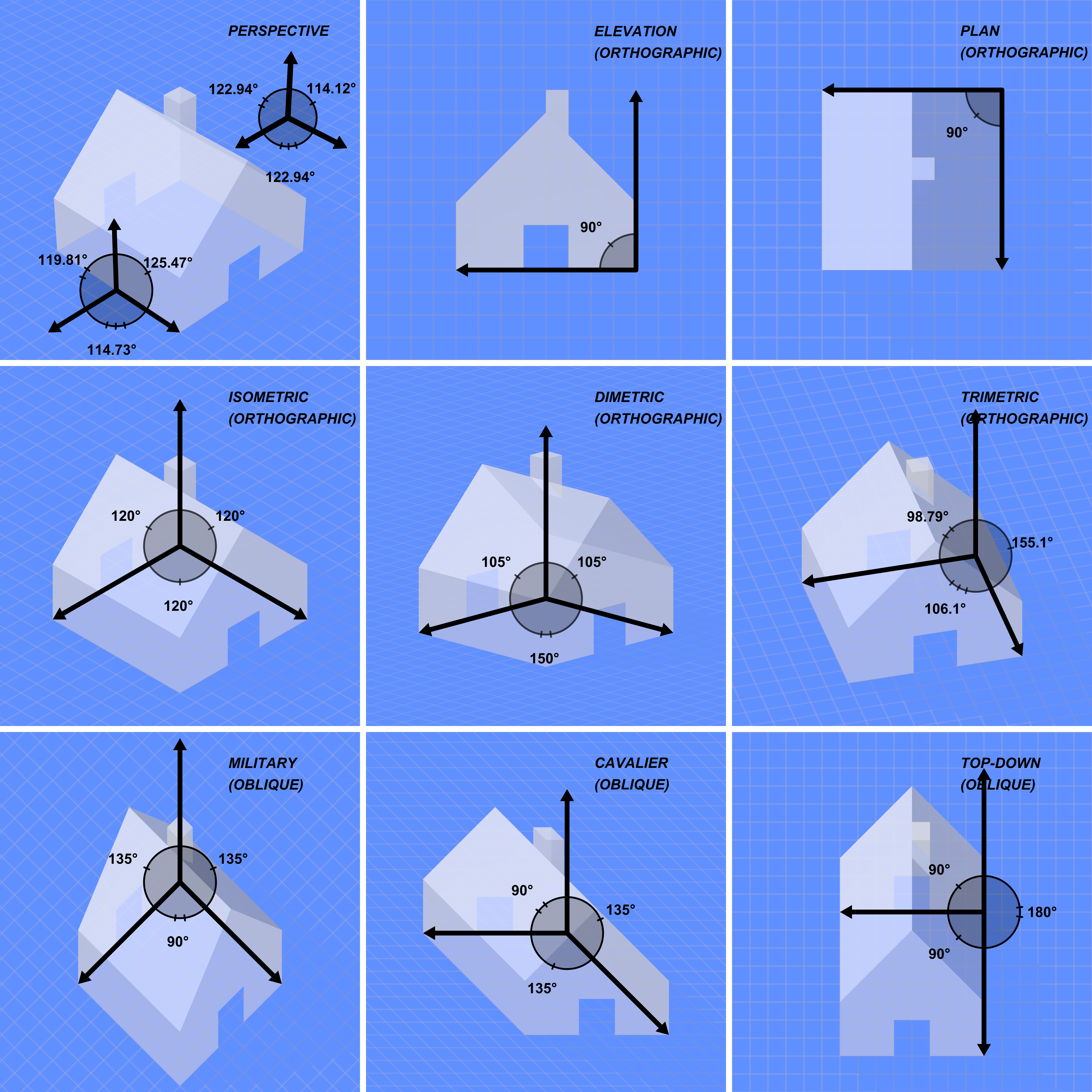
Порівняння кількох видів графічної проєкції. Наявність одного або кількох головних кутів 90° зазвичай є хорошим показником того, що перспектива є «косою».

При косокутній проєкції паралельні проєкційні промені не перпендикулярні до площини перегляду, а падають на площину проєкції під кутом, відмінним від дев'яноста градусів. Як при ортографічній, так і при косій проєкції паралельні лінії в просторі виглядають паралельними на зображенні, що проєктується. Через свою простоту коса проєкція використовується виключно для мальовничих цілей, а не для формальних, робочих креслень. У косій проєкції кути, що розділяють координатні осі, і навіть коефіцієнти ракурсу (масштабування) довільні. Створюване при цьому спотворення зазвичай послаблюється шляхом вирівнювання однієї з площин зображуваного об'єкта паралельно площині проєкції, створюючи істинно формотворне повнорозмірне зображення обраної площини. До спеціальних видів косих проєкцій відносяться військова, проєкції кавальє та кабіне.

## Аналітичне уявлення
Якщо площина зображення задана рівнянням {\displaystyle \Pi :{\overrightarrow {n}}*{\overrightarrow {x}}-d=0} і напрямок проєкції на {\displaystyle {\overrightarrow {v}}}, тоді лінія проєкції через точку {\displaystyle P:{\overrightarrow {p}}} параметризується таким чином
{\displaystyle g:~{\vec {x}}={\vec {p}}+t{\vec {v}}} з {\displaystyle t\in \mathbb {R} }.
Образ {\displaystyle {\displaystyle P'}ofP} є перетин прямої g з площиною {\displaystyle {\displaystyle \Pi }}; він задається рівнянням
{\displaystyle {\displaystyle P':~{\vec {p}}'={\vec {p}}+{\frac {d-{\vec {p}}\cdot {\vec {n}}}{{\vec {n}}\cdot {\vec {v}}}}\;{\vec {v}}\ .}}
У деяких випадках ці формули можуть бути спрощені.
(S1) Якщо можна вибрати вектори {\displaystyle {\displaystyle {\vec {n}}}} і {\displaystyle {\overrightarrow {v}}} такі, що {\displaystyle {\displaystyle {\vec {n}}\cdot {\vec {v}}=1}}, формула зображення спрощується до
{\displaystyle {\displaystyle {\vec {p}}'={\vec {p}}+(d-{\vec {p}}\cdot {\vec {n}})\;{\vec {v}}\ .}}
(S2) В ортографічній проєкції вектори {\displaystyle {\displaystyle {\vec {n}}}} і {\displaystyle {\displaystyle {\vec {v}}}} паралельні. В цьому випадку, можна вибрати {\displaystyle {\displaystyle {\vec {v}}={\vec {n}},\;|{\vec {n}}|=1}} і отримати
{\displaystyle {\displaystyle {\vec {p}}'={\vec {p}}+(d-{\vec {p}}\cdot {\vec {n}})\;{\vec {n}}\ .}}
(S3) Якщо можна вибрати вектори {\displaystyle {\displaystyle {\vec {n}}}} і {\displaystyle {\displaystyle {\vec {v}}}} такі, що {\displaystyle {\displaystyle {\vec {n}}\cdot {\vec {v}}=1}}, і якщо площина зображення містить початок координат, d=0 і паралельна проєкція є лінійним відображенням:
{\displaystyle {\vec {p}}'={\vec {p}}-({\vec {p}}\cdot {\vec {n}})\;{\vec {v}}={\vec {p}}-({\vec {v}}\otimes {\vec {n}})~{\vec {p}}=(I_{3}-{\vec {v}}\otimes {\vec {n}})\;{\vec {p}}\ .}
(Тут {\displaystyle {\displaystyle I_{3}}} — матриця тотожності, а {\displaystyle {\displaystyle \otimes }} — зовнішній добуток).
З цього аналітичного уявлення паралельної проєкції можна вивести більшість властивостей, зазначених у попередніх розділах.

## Історія
Аксонометрія зародилася в Китаї. Її функція в китайському мистецтві була відмінною від лінійної перспективи в європейському мистецтві, оскільки перспектива була об'єктивною, чи поглядом з боку. Натомість у її схемах використовувалися паралельні проєкції всередині картини, що дозволяло глядачеві розглядати в одному згортку і простір, і безперервну течію часу. На думку наукового автора та журналіста журналу Medium Яна Крикке, аксонометрія та пов'язана з нею образотворча граматика набули нового значення з появою візуальних обчислень та інженерного креслення.
Концепція ізометрії існувала у грубій емпіричній формі протягом століть, задовго до того, як професор Кембриджського університету Вільям Фаріш (1759—1837) першим представив докладні правила для ізометричного креслення.
Фаріш опублікував свої ідеї в роботі 1822 «Про ізометричної перспективи», в якій він визнав «необхідність в точних технічних робочих кресленнях, вільних від оптичних спотворень». Це призвело його до формулювання ізометрії. Ізометрія означає «рівні заходи», оскільки для висоти, ширини та глибини використовується та сама шкала.
З середини 19 століття, згідно з Яном Крикке, ізометрія стала «безцінним інструментом для інженерів, і незабаром після цього аксонометрія та ізометрія були включені до навчальної програми архітектурних курсів у Європі та США. Популярне визнання аксонометрія отримала в 1920-х роках, коли архітектори-модерністи з Баухауса та Де Стайл прийняли її». Архітектори Де Стайл, такі як Тео ван Досбург, використовували аксонометрію для своїх архітектурних проєктів, які спричинили фурор, бувши виставленими в Парижі в 1923 році.
З 1920-х років аксонометрія, або паралельна перспектива, стала важливою графічною технікою для художників, архітекторів та інженерів. Як і лінійна перспектива, аксонометрія допомагає зобразити тривимірне місце на двовимірній картинній площині. Зазвичай вона входить до стандартної комплектації систем автоматизованого проєктування та інших засобів візуальних обчислень.

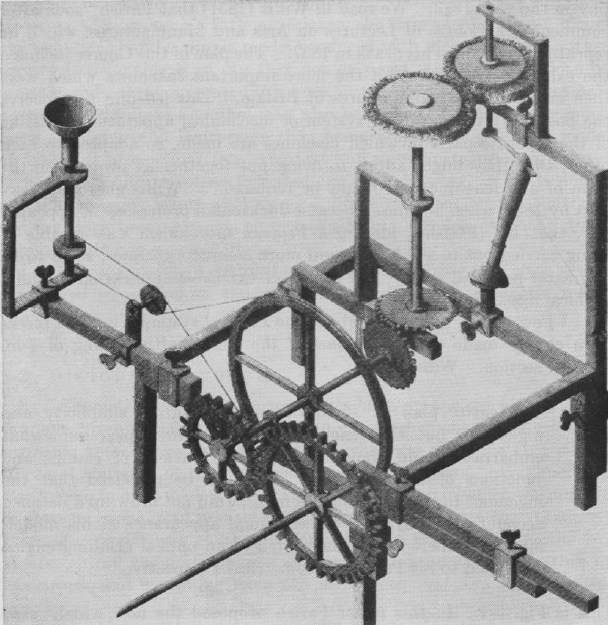
Модель двигуна оптичного шліфування (1822 р.), намальована в ізометричній перспективі 30°
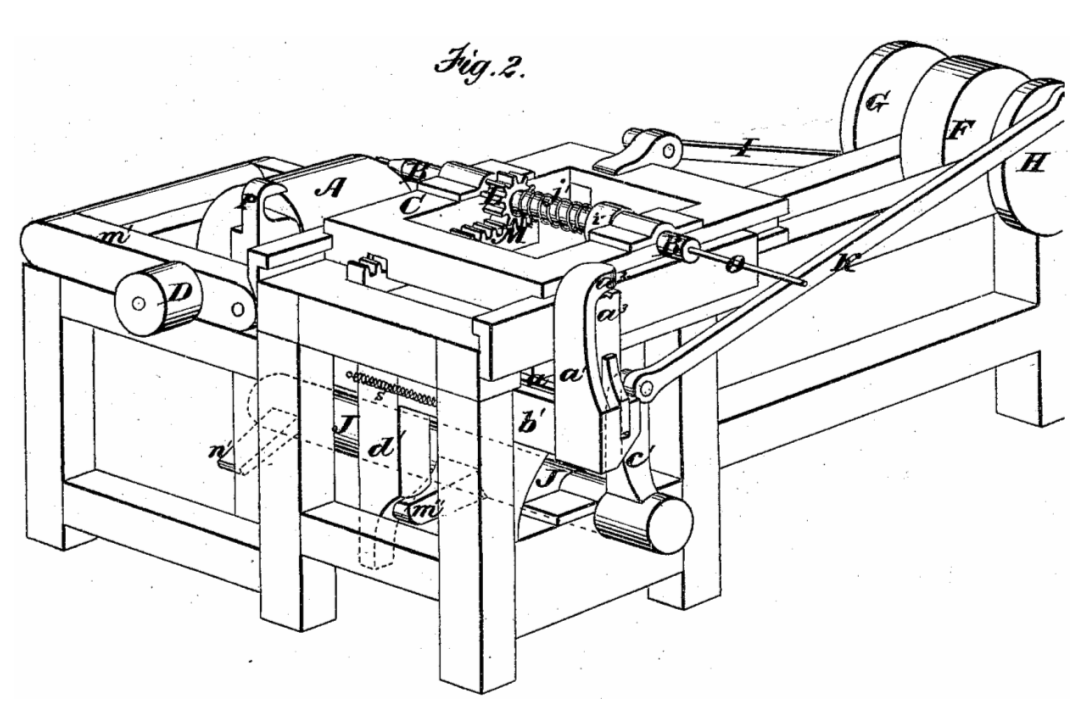
Приклад креслення диметричної перспективи з патенту США (1874)
Приклад триметричної проєкції, що показує форму вежі Банку Китаю в Гонконзі.
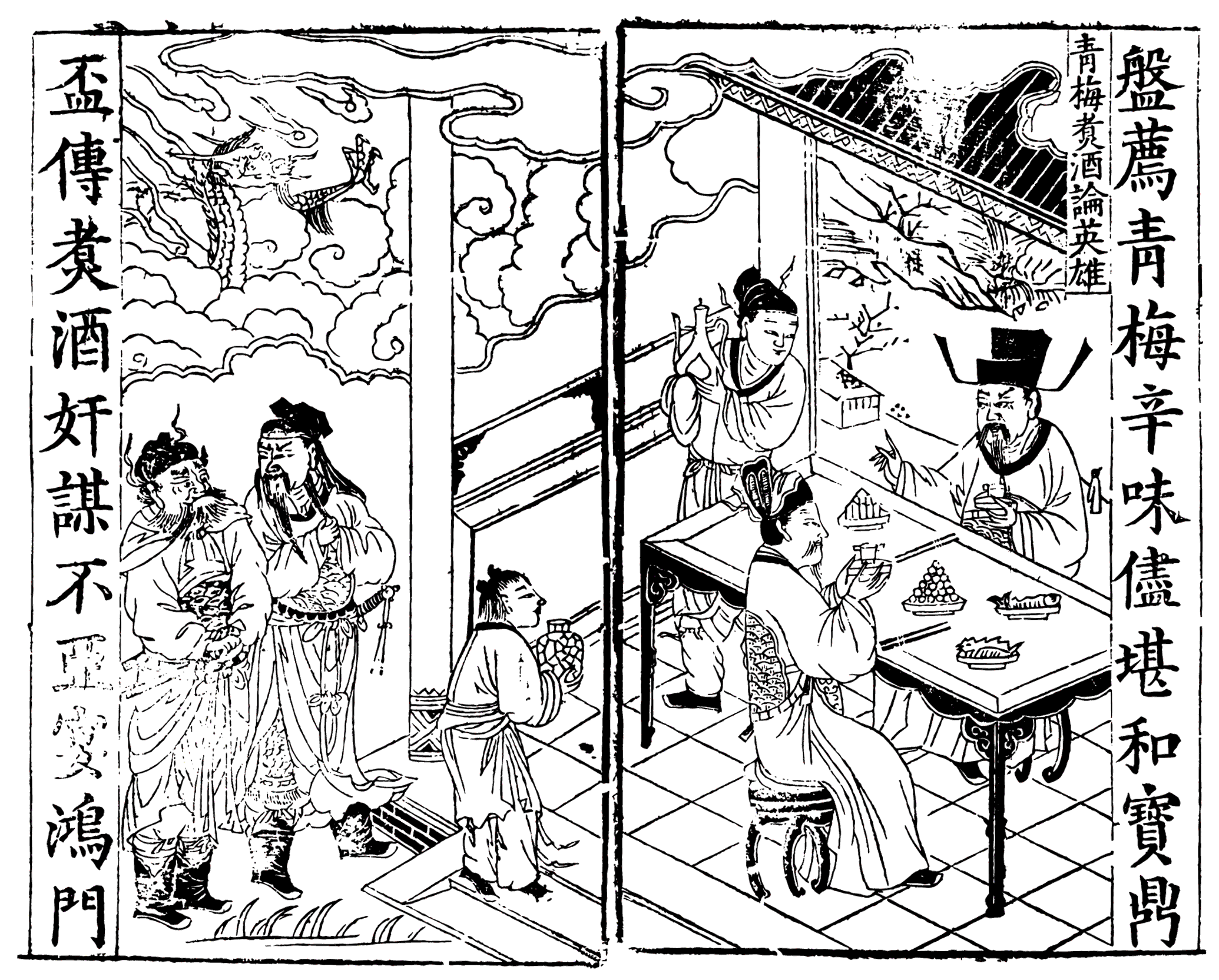
Приклад диметричної проєкції в китайському мистецтві в ілюстрованому виданні «Романтика трьох королівств», Китай, бл. 15 століття Наша ера.
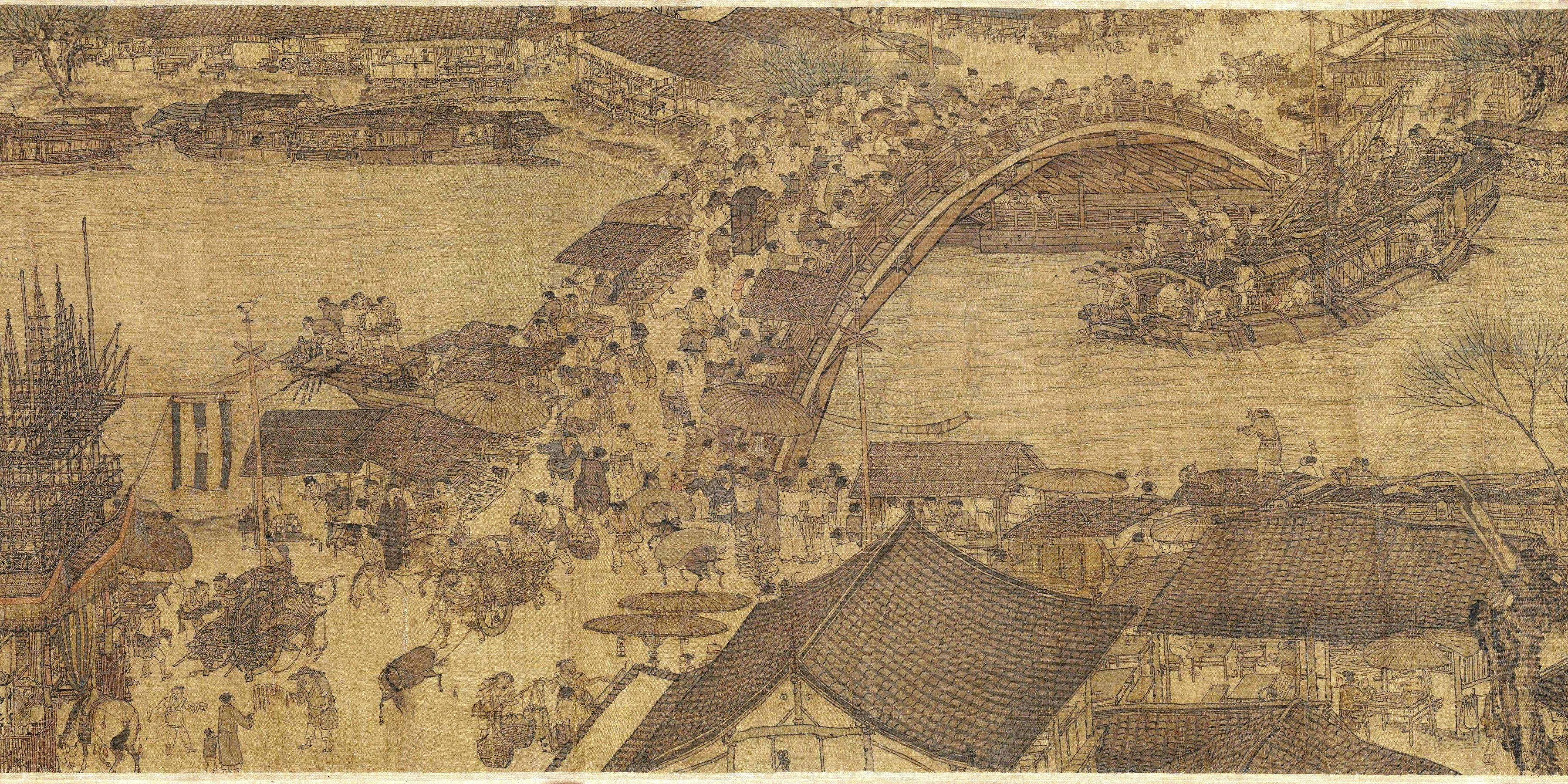
Деталь оригінальної версії «Уздовж річки під час фестивалю Цінмін[en]», що приписується Чжан Цзедуаню (1085–1145). Зауважте, що зображення перемикається між аксонометричною та перспективною проєкцією в різних частинах зображення і, таким чином, є непослідовним.

## Обмеження
Об'єкти, намальовані за допомогою паралельної проєкції, не здаються більшими або меншими, оскільки вони знаходяться ближче або далі від глядача. Хоча це й вигідно для архітектурних креслень, де виміри повинні проводитися безпосередньо по зображенню, результатом є спотворення, що сприймається, оскільки, на відміну від перспективної проєкції, це не те, як зазвичай працює людський зір або фотографія. Це також може легко призвести до ситуацій, коли важко визначити глибину та висоту.
Ця візуальна двозначність була використана в оп-арті, а також у малюнках «неможливих об'єктів». Хоча це не зовсім паралельно, добре відомий малюнок М. К. Ешера «Водоспад», в якому канал води, здається, безперешкодно рухається низхідним шляхом, а потім парадоксальним чином знову падає, повертаючись до свого джерела. Таким чином, здається, що вода не підпорядковується закону збереження енергії.